# Ľubomír Luhový
Ľubomír Luhový (* 31. březen 1967, Bratislava) je bývalý slovenský fotbalový útočník, československý a slovenský reprezentant, později fotbalový trenér. Jeho bratrem je Milan Luhový.

Členem prestižního Klubu ligových kanonýrů se stal po změně pravidel klubu v listopadu 2016.

## Hráčská kariéra
Svou vrcholovou kariéru začal v Púchově. Československou první ligu hrál za Inter Bratislava a Duklu Banská Bystrica a v této éře vstřelil 45 ligových branek, přičemž v roce 1990 se stal králem ligových střelců. Ve slovenské lize hrál za Inter, Spartak Trnava a Artmedii Petržalka, zaznamenal zde 62 ligových branek a i v samostatné slovenské soutěži se stal jednou nejlepším střelcem ligy – v sezóně 1997/98 nastřílel v dresu Trnavy celkem 17 branek. Působil také v zahraničí (FC Martigues, Urawa Red Diamonds, Grazer AK). Hráčskou kariéru ukončil v roce 2000 v Artmedii Petržalka.
V československé reprezentaci odehrál 2 zápasy, 4. dubna 1990 v přátelském zápase proti Egyptu, druhý a poslední zápas v kvalifikaci na MS 1994 proti Walesu 28. dubna 1993. S bratrem se na hřišti v reprezentačním dresu nepotkal. V reprezentaci samostatného Slovenska odehrál 9 zápasů, branku nevstřelil.

## Trenérská kariéra
Po skončení hráčské kariéry se částečně hledal, působil jako spolukomentátor v televizi, glosátor v novinách. Trenérskou kariéru začal v roce 2006 jako trenér Iskry Petržalky, v roce 2009 působil v Moldavě, od začátku roku 2010 působil v Interu Bratislava v páté lize. V říjnu 2010 podepsal smlouvu s FK Fotbal Třinec, kde působil jako sportovní manažer a trenér.
Po angažmá v Třinci přijal nabídku Győrga Csőrgő a stal se trenérem slovenského týmu OFC Russel Gabčíkovo.